# Termometro a liquido

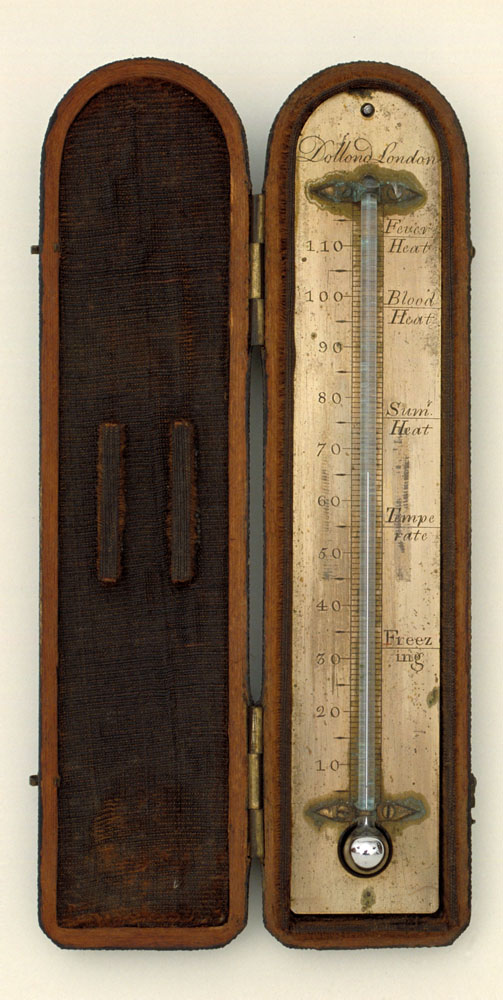
Termometro a mercurio prodotto dalla ditta Dollond e conservato al Museo Galileo di Firenze.

Il termometro a liquido è un termometro che sfrutta il fenomeno fisico della dilatazione termica di un liquido al variare della temperatura, per indicare la temperatura su una data scala termometrica.

## Storia
Il primo termometro fu realizzato da Daniel Gabriel Fahrenheit nel 1709 usando l'alcool. In seguito, nel 1714, lo stesso Fahrenheit preferì come liquido termometrico il mercurio . La scala proposta da Fahrenheit si basava su punti fissi non facilmente riproducibili, il primo la temperatura di una particolare miscela di ghiaccio e cloruro ammonico, il secondo la temperatura corporea umana in condizioni normali. Nel 1742 Anders Celsius propose la scala basata sui punti di congelamento ed ebollizione dell'acqua, a pressione atmosferica normale, divisa in 100 parti uguali, che prese perciò il suo nome.
I termometri a liquido in quanto tali non rappresentano un pericolo, ma la diffusione di quelli a mercurio ha reso concreto e rilevante statisticamente il rischio per la salute pubblica dipendente dalla loro rottura con conseguente dispersione nell'ambiente del mercurio che contenevano, tossico per l'uomo anche solo per contatto cutaneo. È stato quindi deciso di bandirli dal mercato: inizialmente sostituiti da quelli digitali, si è poi diffuso il tipo a galinstano, comunemente chiamato termometro a gallio.

## Funzionamento
Vale la legge lineare:
{\displaystyle V=V_{0}\alpha T}
dove {\displaystyle V_{0}} è il volume del liquido alla temperatura di riferimento (per esempio 0 °C) e {\displaystyle \alpha } è il coefficiente di dilatazione termica.
La temperatura viene calibrata rispetto a dei "punti fissi" (ad esempio i punti di solidificazione, ebollizione e il punto triplo dell'acqua); successivamente l'intervallo tra i due punti fissi scelti viene diviso in tante parti, detti "gradi". Scegliendo come punti fissi le temperature di solidificazione ed ebollizione dell'acqua a pressione atmosferica normale e dividendo l'intervallo tra le due temperature in cento parti, si ottiene la scala Celsius.
Il termometro a liquido in generale ha un range di funzionamento limitato, poiché la temperatura misurata deve rientrare nell'intervallo di temperatura tra quella di solidificazione e di ebollizione del liquido termometrico. Inoltre non può mai superare la temperatura di fusione del vetro o del recipiente con cui è fatto il termometro.

### Scelta del liquido termometrico
Il termometro a liquido si basa sul contatto termico con la sostanza che si vuole misurare e quindi sul principio zero della termodinamica. Il liquido termometrico viene scelto in modo tale che il suo coefficiente di dilatazione termica {\displaystyle \alpha } sia molto più grande (circa cento volte) di quello del tubo di vetro in cui è contenuto, in quanto, in caso contrario, la temperatura misurata sarebbe notevolmente falsata.
In base a quanto detto circa il contatto termico, la temperatura della sostanza che si vuole misurare in verità è leggermente diversa dalla temperatura misurata dal termometro.
Sia {\displaystyle T_{1}} e {\displaystyle C_{1}} la temperatura e la capacità termica della sostanza che si vuole misurare, e {\displaystyle T_{t}}, {\displaystyle C_{t}} la temperatura del termometro prima del contatto termico e la sua capacità termica; mettendo a contatto il termometro e la sostanza {\displaystyle T_{1}>T_{t}}, si raggiunge dopo un certo tempo la temperatura di equilibrio {\displaystyle T_{eq}}; all'equilibrio la quantità di calore ceduta dalla sostanza al termometro è la stessa di quella ceduta dal termometro alla sostanza, ovvero:
{\displaystyle C_{t}(T_{eq}-T_{t})=C_{1}(T_{1}-T_{eq})}
dunque:
{\displaystyle T_{eq}={\frac {T_{1}+{\frac {C_{t}}{C_{1}}}T_{t}}{1+{\frac {C_{t}}{C_{1}}}}}}
quindi in condizioni ideali il termometro dovrebbe misurare {\displaystyle T_{eq}=T_{1}}; quest'ultima assunzione è valida solo se {\displaystyle C_{t}<<C_{1}}. Viene commesso un errore sistematico quantificabile come:
{\displaystyle \Delta T_{eq}=|T_{eq}-T_{1}|={\frac {|T_{1}-T_{t}|}{1+{\frac {C_{1}}{C_{t}}}}}}
che tende a zero solo se {\displaystyle C_{t}\ll C_{1}}.

### Liquidi
- mercurio: non più utilizzabile dal 3 luglio 2009. Il termometro a mercurio soddisfa molto bene i requisiti anzidetti: esso infatti ha un intervallo di funzionamento che va da -38 °C a 350 °C, con un coefficiente di dilatazione termica α = 0,00018 K-1, che in buona approssimazione non dipende dalla temperatura e quindi la sua legge con cui varia il volume rispetto alla temperatura è lineare.
- galinstan (lega di gallio, indio e stagno).[4][5][6]
- In alcune applicazioni specifiche vengono impiegati altri liquidi, che hanno un intervallo di esistenza della fase liquida diverso dal mercurio, ad esempio alcool, pentano o toluolo.

## Caratteristiche fisiche

### Precisione e sensibilità
Il termometro a liquido ha una precisione limitata dall'attrito del liquido con il tubo che lo contiene. Questo attrito implica che misure successive della stessa temperatura non forniscano esattamente la stessa lettura sulla scala graduata.
La sensibilità di uno strumento è definita come la minima variazione della grandezza da misurare apprezzabile dallo strumento:
{\displaystyle s={\frac {risposta}{grandezza}}}
Il termometro a liquido (e quello a mercurio in particolare) ha una sensibilità limitata.

Infatti nel caso del termometro a liquido, la risposta dello strumento è l'altezza del liquido termometrico, e la grandezza da misurare è la temperatura:
{\displaystyle s={\frac {dh}{dT}}}
Se A è la sezione del tubo che contiene il liquido e V il volume, {\displaystyle dV=A\cdot dh} e sfruttando la nota relazione sulla dilatazione termica otteniamo:
{\displaystyle dh={\frac {V\alpha dT}{A}}}
quindi la sensibilità è pari a:
{\displaystyle s={\frac {V\alpha }{A}}}
La sensibilità quindi dipende dalla sezione A e dal volume V; la sezione però non si può diminuire oltre certi limiti costruttivi e anche perché l'attrito con il tubo che lo contiene viene ad aumentare; il volume si può aumentare, ma questo va a scapito della prontezza del termometro.

### Prontezza

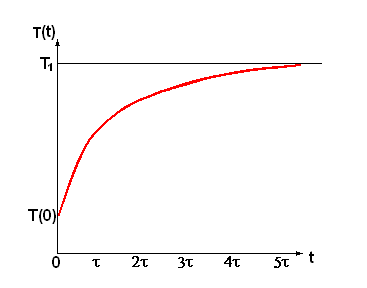
Andamento della temperatura di un termometro a liquido nel tempo

La prontezza del termometro è il tempo necessario perché lo strumento reagisca alla sollecitazione termica. Il calore trasferito attraverso il vetro di superficie S molto maggiore dello spessore L segue la legge di Fourier:
{\displaystyle dQ=k{\frac {S\cdot (T_{1}-T(t))}{L}}dt}
dove {\displaystyle T_{1}} è la temperatura della sostanza che si vuole misurare e {\displaystyle T(t)} la temperatura del termometro nel tempo, k è la costante di conducibilità termica. La quantità di calore che passa attraverso il vetro è opposta a quella che viene acquistata dal liquido termometrico nella stessa frazione di tempo:
{\displaystyle dQ=-C_{t}\cdot dT}
Eguagliando le due equazioni, si ricava:
{\displaystyle {\frac {dT}{T_{1}-T(t)}}=-{\frac {kS}{LC_{t}}}dt}
Si definisce la costante di tempo del termometro {\displaystyle \tau } come {\displaystyle \tau ={\frac {LC_{t}}{kS}}} ({\displaystyle \tau } ha appunto le dimensioni di un tempo). Integrando tra 0 e t si ottiene:
{\displaystyle \ln {\frac {T_{1}-T(t)}{T_{1}-T(0)}}=-{\frac {t}{\tau }}}
quindi:
{\displaystyle T(t)=T_{1}-(T_{1}-T_{0})\cdot e^{-{\frac {t}{\tau }}}}
dove {\displaystyle T(0)} è la temperatura al tempo iniziale {\displaystyle T_{0}}.
Da quest'ultima equazione si vede che il tempo necessario perché il termometro raggiunga la temperatura della sostanza che si vuole misurare ha andamento esponenziale (come si vede in figura). Esso dipende da {\displaystyle \tau }, che a sua volta dipende dalle caratteristiche costruttive, in particolare dal materiale con cui è costruito il termometro.